# 邓中翰
邓中翰（1968年9月—），男，汉族，江苏南京人，中国微电子学、大规模集成电路设计技术专家，中国工程院信息与电子工程学部院士，第十一届全国人民代表大会天津地区代表。现任中星微电子有限公司董事长。

## 生平
毕业于中国科学技术大学和加州大学伯克利分校。2008年，当选为全国人大代表。2013年，再次选为全国人大代表。2009年被选为中国工程院信息与电子工程学部院士。2018年1月，当选第十三届全国政协委员。2011年5月30日，中国科协第八次全国代表大会上，出任中国科协副主席。2014年2月21日，欧美同学会·中国留学人员联谊会第七届理事会第一次会议召开，选举其出任第七届理事会副会长。

## 家庭
现任妻子是歌手谭晶。